# Rafael Masó i Valentí
Rafael Masó i Valentí, né le 16 août 1880 à Gérone (Catalogne, Espagne) et mort le 13 juillet 1935 dans la même ville, est un architecte espagnol de Catalogne.

## Résumé
Rafael Masó naît à Gérone, au sein d’une famille conservatrice, catholique, catalaniste et cultivée. L’atmosphère érudite favorisée par l’intérêt que son père porte à la littérature et aux arts, ainsi que l’amour pour sa ville natale et ses traditions, marquent très tôt la personnalité et le parcours du futur architecte. Admirateur d’Antoni Gaudí, il fréquente pendant ses études à Barcelone un groupe d’artistes et d’écrivains qui, peu après, vont fonder un mouvement divergent du modernisme, le Noucentisme. L’attitude civique, le catalanisme et le caractère modernisateur et européiste que prône le Noucentisme amenèrent Masó à se distinguer également en qualité de poète, d’urbaniste, d’homme politique et de promoteur de l’art et de la littérature,.

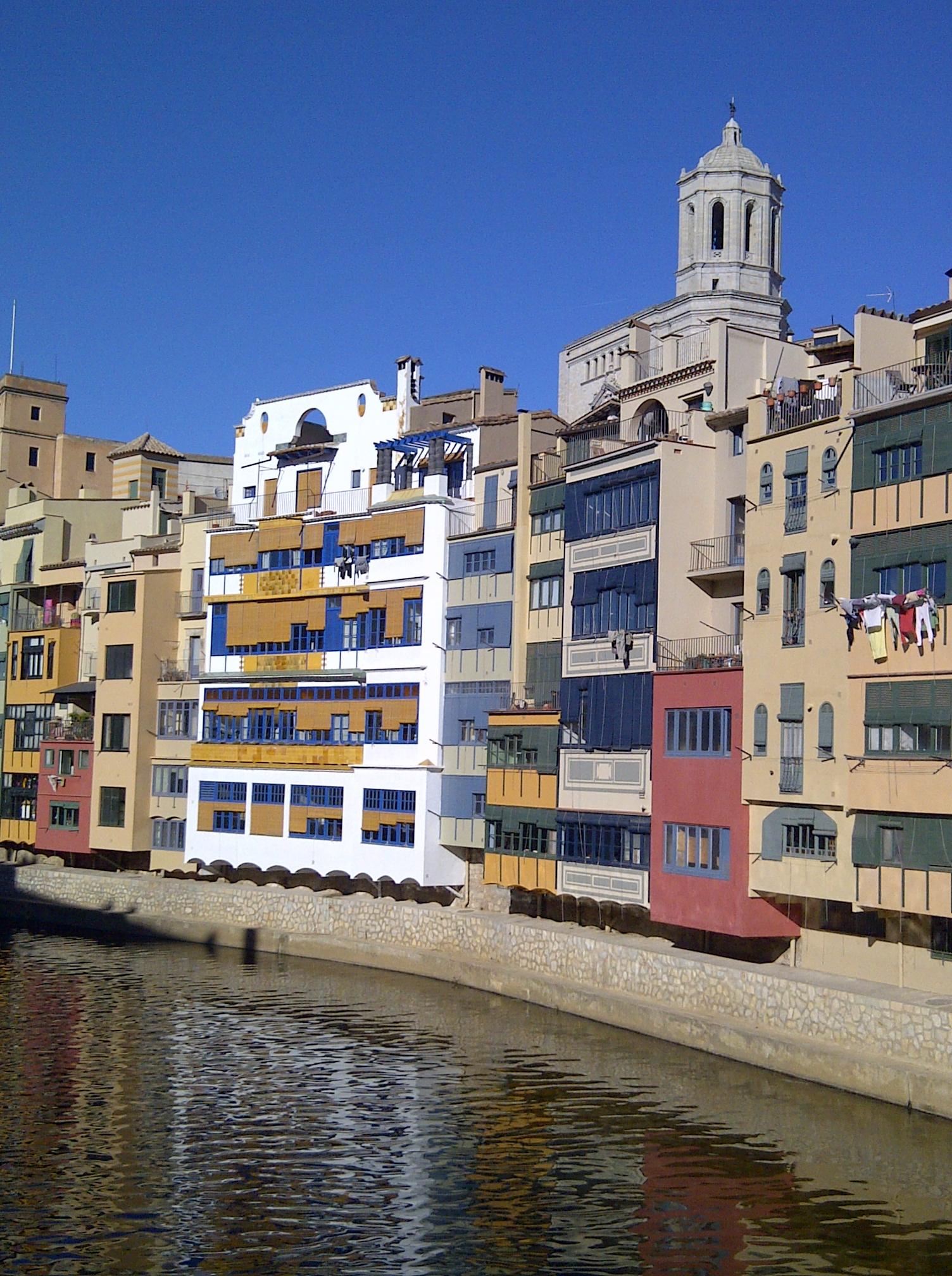
La Casa Masó (bâtiment blanc) à Gérone.

Masó habite la Casa Masó jusqu'en 1912, année où il épouse Esperança Bru. Il exercera toute sa vie à Gérone, raison pour laquelle la plupart de ses constructions se trouvent dans cette ville et ses alentours. À part des maisons, des villas et des immeubles d’appartements, il conçoit toutes sortes d’édifices, de l’établissement scolaire à l’hôpital en passant par l’usine et le magasin. Il aménage également fermes et bastides et restaure l’architecture médiévale. Ses œuvres les plus remarquables sont, à Gérone, la Farinera Teixidor (1910), la Casa Masó (1911) et le centre culturel Athenea (1912) ; la Casa Masramon à Olot (1913), la Casa Casas à Sant Feliu de Guíxols (1914) et la cité-jardin de S’Agaró (1923). Malheureusement, ses propositions ne plaisent pas toujours à ses clients et, assez fréquemment, restent à l’état de plans. De plus, après sa mort, plusieurs de ses œuvres seront démolies ou irrémédiablement modifiées.
Son œuvre se distingue par son identification totale avec les postulats noucentistes d’une modernité qui ne renonce pas au classicisme le plus austère, intégrant des formes, des couleurs et des matériaux de la culture locale, avec une présence prononcée des techniques artisanales. Très influencé par le mouvement Arts & Crafts anglais et la nouvelle architecture régionaliste allemande, Masó aspire à unir la tradition de l’architecture vernaculaire aux nouvelles idées qui se font jour sur la structure et l’ornementation des édifices, la décoration des intérieurs et la conception des meubles. Sa contribution sera décisive pour l’introduction en Catalogne de concepts modernes en matière de conception de logements, de réhabilitation de l’artisanat, de conservation du patrimoine historique et de promotion de la culture,.

## Biographie
Rafael Masó né dans la maison familiale, la casa Masó, où s’installeront ses parents, Rafael Masó-Pagès et Paula Valentí-Fuster, après leur mariage en 1877. La maison était la propriété de la famille Valentí.
Rafael Masó était le second d’une fratrie de 11 enfants. Santiago, Rafael, Artur, Joan, Francesc de Paula, Angela, Josep, Alfons, Narcís, Maria i Paula : ils sont élevés dans une famille conservatrice, catholique, catalaniste et cultivée,  dans un environnement érudit favorisé par l’intérêt littéraire et artistique de son père, fondateur du Diario de Gerona, un milieu dans lequel travaillent plusieurs initiatives culturelles différentes,  étant rassemblées par le même amour de la ville et de ses traditions. Ces influences marquèrent la personnalité et trajectoire de l’architecte. De plus, la profession de son père en tant que procureur des tribunaux, influencera les valeurs reçues par l’architecte, en particulier sa volonté d’intervenir dans la vie publique ainsi que sa grande religiosité.
Rafael Masó meurt à Gérone le 13 juillet 1935. L’étude approfondie de son œuvre a été décisive pour la récupération du patrimoine architectural de la ville.  

### Scolarité et jeunesse
Il effectue ses années lycées et passe son bac à l’école des Maristas de Gérone. Il reçut une éducation religieuse rigoureuse, dans le contexte d’une Gérone costumista, qui souffre encore des conséquences des guerres napoléoniennes, ce qui forgea son éducation marquée par les coutumes populaires, fait très bien reflété dans les poèmes de l’architecte. El meu carrer, Cançons d’infant, El pessebre dels infants o De la llar.
Lors de l’obtention de son bac en 1895, Masó réalisa une série de matières pour le cours d’architecture préparatoire : Développement de physique et chimie générale (1895-96), Analyse mathématique I et zoologie (1896-97), Analyse mathématique II, géométrie générale, minéralogie et botanique (1896-98), Géométrie analytique et géométrie descriptive (1898-99), Calcul différentiel et intégral, mécanique rationnelle (1899-1900). Il étudia aussi le dessin linéaire et de figures géométriques, dans lequel il réalisait des reproductions de fleurs et de détails architecturaux.
Lorsqu’il suivait le cours d’architecture préparatoire, à la suite de l’obtention de son baccalauréat, il entra en contact avec le groupe Joventut Catalanista et avec Congregación Mariana de los Jesuitas. Ces deux institutions marquèrent son style et son engagement envers sa nation.  Au sein des sections spécialisées de ces institutions, comme le groupe d’Art et Lettres, Rafael Masó participa au travers de lecture de poèmes à la création de la revue Gerunda (1901),  une revue scientifique, artistique et littéraire bimensuelle  qui partagerait certaines idées avec La Renaixensa et La Veu de Catalunya , d’autres revues notables de cette époque. Aussi au travers de l’écriture d’articles, il collabora avec le Diario de Girona, la revue Enderroch (1902) et la revue Vida (1902-1903, avec la publication de textes dans 34 numéros). Ces revues sont consacrées à l’art et la littérature, ainsi qu’à divers autres sujets.
Alors qu’il n’était pas encore très engagé dans la politique, il s’est vu impliqué dans une altercation, et fut arrêté par les forces de l’ordre, de même que son frère Santiago Masó et Xavier Montsalvatge. En effet les trois hommes avaient défendu les résultats du Centre Catalaniste de Gérone aux élections générales de 1901, parti éphémère créé à partir d’idées nationalistes.

### Études d'architecture à Barcelone
Rafael Masó commence ses études d’architecture à Barcelone en 1900. Six ans plus tard, en 1906, il retourne dans sa ville natale avec un diplôme d’architecte, obtenu au sein de la même promotion que ses camarades : Josep Maria Pericas et Josep Maria Jujol. Avec eux, il partage une admiration pour Antoní Gaudí. A Barcelone, avec d’autres artistes, écrivains et intellectuels de la ville, il fait évoluer le mouvement du Modernisme vers une alternative, qui aboutira au Noucentisme.
En octobre 1900, Masó déménage à Barcelone et s’inscrit à l’école d’architecture. Les méthodes d’enseignement comportaient des liens avec le rationalisme français, et se concentraient beaucoup sur l’étude, la connaissance et l’application technique du dessin. Dans les projets qu’il réalisa durant ses études, on peut noter l’affirmation de sa personnalité ainsi que son admiration pour Antoní Gaudí, aspect qui provoquera une rupture avec les enseignements reçus au sein de l’école d’architecture.
Sa thèse de fin d’études, consacrée à l’élaboration d’une Chambre de Commerce, provoqua une grande polémique au sein du corps enseignant, Masó ayant déjà présenté un projet avec des éléments n’étant point en harmonie avec l’école d’architecture. Cela est dû au fait que Masó se forma culturellement et artistiquement en dehors des salles de classe.
Masó considérait Gaudí comme l’une des expressions artistiques les plus fortes des idéaux du groupe auquel il appartenait, soit la Liga Espiritual de la Mare de Déu de Monserrat. Ce groupe, fondé par Josep Torras i Bages, mettait en avant des idéaux basés sur la religion et le catalanisme. De plus, durant ses études à Barcelone, Masó était catéchiste à la basilique de la Sagrada Familia, au moment de sa construction.
Au cours de ses études d’architecture, il rencontre Josep Maria Pericas, avec qui il sera ami toute sa vie ; ils sont tous les deux engagés dans la Liga Espiritual de Mare de Déu de Montserrat ainsi que dans la Congrégation Mariana.
Masó entrera également en contact avec l’Académie de la langue Catalane, liée à Torras i Bages. Il se lie aussi avec un groupe de jeune intellectuels, appelés les cal-ligeneics  (la belle génération), qui seront le noyau fondateur du mouvement du Noucentisme : Josep Carner, Guerau de Liost, Emili Vallès, Joan Alzina-Mélis, Francesc Sitjà-Pineda, et Josep Maria López-Picó. Durant son séjour à Barcelone, Masó n’abandonne pas ses activités du centre culturel de Gérone, au contraire il motive ses collègues à collaborer.
Lorsqu’il était à Barcelone, Masó collabora avec les revues Montserrat et Vida. Grâce à la revue Vida, il souhaite dynamiser la vie urbaine, au travers d’une critique décadentiste d’une « Gérone morte », image que Masó illustre dans ses poèmes, avec le soutien de Josep Carner.
L’attitude civique, le catalanisme, ainsi que le caractère modernisateur et européiste que le Noucentisme défend, feront en sorte que Rafael Masó se distinguera également comme poète, urbaniste, homme politique et promoteur de l’art et de l’architecture.

### Activité professionnelle
Dès qu’il obtient son diplôme d’architecte, Masó revient à Gérone avec la volonté d’agir pour l’architecture de la ville, conscient des limites urbaines déjà présentes. Dans ce projet de transformation, il mélange à la fois sa vie personnelle, mais aussi sentimentale, et professionnelle, qui pour lui sont indissociables.
Les difficultés auxquelles se heurte l’architecte au cours de son projet de transformation, seront la cause d’une relation d’amour et de haine avec sa ville natale.
Le véritable art, il le trouvera dans son opinion sur la vie traditionnelle, familiale et culturelle, éléments que lui avait déjà offerts la ville de Gérone.
Son activité en tant qu’architecte vécu de plein fouet la crise du mouvement du Modernisme, il essaya donc de se détacher de ce style grâce au courent poétique du néopopulisme ainsi qu’aux expériences avant-gardistes de l’architecture européenne.
Il s’intéresse de près à la domestique anglaise de Charles Voysey et à la Sécession viennoise représentée par Josef Hoffmann et Joseph Maria Olbrich. Ces intérêts et relations il les cultive à travers ses lectures de revues et contacts européens. Avec cette connaissance et expérience, Rafael Masó est devenu l’auteur du changement de goût artistique général pour le mouvement du Noucentisme qui rencontra un franc succès à Gérone.
Le travail de Masó est influencé par les contributions d’architectes modernes comme Domènech-Montaner, Gaudí, Puig  i Cadafalch.
L’architecture de Masó se divise en trois périodes :
·      1906-1911 : Les œuvres de ses premières années en tant qu’architecte sont d’une grande diversité. Certaines ne sont pas architecturales, mais inspirées de l’art appliqué, comme des meubles, des dessins de drapeau, ainsi que certains objets et travaux d’art graphique.  Dans ces projets, il est possible de voir certaines influences d’architectes modernes de l’époque. Pour Masó, ces œuvres avaient la même importance que d’autres bien plus prestigieuses ; il était passionné par les arts appliqués. Il réalisa aussi des commandes importantes comme la rénovation de la salle à manger de la Masía El Soler (1906-1907) à St-Hilari, également la pharmacie Masó en 1908 (aujourd’hui pharmacie Saguer) . Puis une des œuvres les plus architecturales que l’architecte réalisera à Gérone, La Casa Batlle (1909) , suivie de la fabrique de farine Teixidor en 1910, ainsi que de l’entrepôt Ensesa en 1911,  de la Casa Salieti (1910-1911), et de la première rénovation de la Casa Masó (1910-1912). Rafael Masó s’est toujours soucié de l’impact de son œuvre. En 1908, aux côtés de J.B Coromina et Ricard Guino, il organise  « l’exposition des artistes géronais », où sont exposés certains de ses travaux d’architecture,  ainsi que des peintures de Coromina, et des sculptures de Guinó. Grâce à cette exposition, Masó présenta ses réalisations comme œuvres d’art et démontra ainsi ses talents et habilités pour des futures réalisations.
·      1912-1922 : En 1922, au retour de sa lune de miel en Europe avec sa femme Esperança Bru, il décide de se consacrer de nouveau à la définition de son propre style architectural, comme à ses débuts en 1906, après la fin de ses études. L’objectif principal du voyage de noces était l’étude de l’architecture allemande. Au cours de ce voyage, ils passeront par de nombreuses villes : Avignon, Lyon, Genève, Lausanne, Zurich, St-Gallen, Stuttgart, Darmstadt, Bietigheim, Francfort, Rothenburg, Nuremberg, Dresde, Munich, Innsbruck, Vérone, Venise, Bologne, Florence, Pise, Gênes, Nice, Menton, Monaco, Monte-Carlo, Marseille, Nîmes, jusqu’à arriver à Barcelone, où ils rendront également visite à Montserrat. Durant ce voyage, Masó pourra voir de ses propres yeux certains styles architecturaux qu’il connaissait au travers de revues, et cette influence momentanée se retrouve dans ses œuvres datant de cette époque. Dans ces influences, on retrouve l’architecture traditionnelle ou industrielle, de même que l’architecture de la Rome antique, et la Sécession de Vienne. On considère cette période comme étant la plus intéressante de sa carrière, durant laquelle il réalise des œuvres modernistes, devenues aujourd’hui des références de l’architecture catalane. Certaines de ces réalisations sont : Athenea, Can Cendra, Masramon, Ensesa, Casas i Teixidor, et la maison Gispert-Saüch.
·      1923-1935 : Rafael Masó renforce cette idée d’idéalisation de la Catalogne, ainsi que son expression au travers de l’utilisation d’éléments propres à la culture catalane, tels que la terre cuite, les sgraffites, les colonnes, avec symétrie et un style baroque. Il essaya de rénover la ville de façon permanente, avec l’intention de conserver le caractère du vieux quartier, d’organiser la zone civile et commerciale, et aussi de faire gagner en importance aux futurs quartiers de Gérone. Durant cette époque, il se consacre aussi à l’étude, la récupération et la protection du patrimoine. Quelques-unes de ses œuvres de cette période sont par exemple : la coopérative la Económica Palagrugellenca, la Casa Cots, la Casa Colomer, l’urbanisation Teixidor à St-Eugénie, et l’urbanisation de S’Agaró à Castilla D’Aro.

### Patrimoine littéraire
Avant d’être architecte, Rafael Masó était poète. Même si cette facette-là de sa personne est peu connue, il était assez célèbre parmi les jeunes de sa génération, bien qu’il ne soit pas encore connu comme architecte. Ses poèmes étaient si connus, qu’en 1911 il fut inclut comme poète dans le célèbre Almanach dels Noucentistes d’Eugeni d’Ors.
Ses poèmes reflètent diverses influences, comme celle de Josep Carner, Josep Maria López-Picó, et Jaume Bofill. Dans ses réalisations on trouve des sonnets ainsi que des alexandrins, mais également des décasyllabes.
La majorité des poèmes écrits par Masó furent publiés dans la revue Revista de Catalunya, Almanach dels Noucentistes, Montserrat, Vida…
On pourrait classer ses poèmes dans les thématiques suivantes : Paysages urbains, Amour et amitié, Foi et religion, Traditions et circonstances, et enfin les charretiers. On peut retrouver la plus grande partie de ces poèmes dans la compilation faite par David Prats : Anthologie Poétique, publiée en 2006.
La Casa Masó à Gérone organise un itinéraire littéraire, ainsi au travers de l’œuvre poétique de Masó et de textes écrits par d’autres poètes et auteurs, on réalise un parcours au sein de la maison, qui fut d’ailleurs un lieu de réunion des poètes les plus célèbres du mouvement du Noucentisme.
Au cours de sa vie, Rafael Masó, au travers de lettres, entretenait contact et même des liens d’amitié avec diverses personnes connues de l’époque : 
·      Écrivains notoires : Jaume Bofill (Guereau de Liost) ; Josep Carner, Lluís Carreras, Martí Genís, Josep Maria López-Picó, Eugeni d’Ors, Josep Pla, Llorenç Riber, Joaquim Ruyra, Maria Antónia Salvá, Ramon Vinyes, Francesc Viver.
·      Artistes notoires : Enric Casanovas, Joan Llongueras, Esteve Monegal, Joaquim Pecanins.
·      Scientifiques : Joan Alzina Melis, Ignasi Casanovas, Joaquim Folch-Torres, Diego Ruiz, Josep de C.Serra Ràfols, Emili Vallès.
·      Hommes politiques : Lluís Nicolau d’Olwer, Enric Prat de la Riba, Josep Puig i Cadafalch.

### Actions culturelles et civiques
Rafael Masó, en dehors de sa profession d’architecte, se démarque aussi par sa qualité d’écrivain. À Gérone, il fréquente le groupe de Xavier Montsalvatge, Carles Rahola, Miquel de Palol, et Prudenci Bertrana, qui ensemble écrivent et collaborent avec différentes revues de l’époque. À Barcelone, il rentre en contact avec certains intellectuels du moment, tels que Josep Carner, Jaume Bofill Mates, Josep Maria López-Picó et Emilie Vallès, ces derniers intégreront  un centre littéraire, qui sera un des moteurs du changement de leur mouvement artistique, finissant par aboutir au Noucentisme.
En 1913, le noyau géronnais fonde la société culturelle Athenea, afin de promouvoir le mouvement naissant du Noucentisme. Cette société était l’âme d’un groupe d’artisans d’art et d’artistes, qui regroupait par exemple le sculpteur Fidel Aguilar, le peintre et céramiste Joan Baptista Coromina, le forgeron Nonito Cadenas, et les deux frères Busquets, décorateurs.
Sa volonté d’améliorer la société géronaise le poussera à s’engager dans la vie politique. Avec son ami Jaume Bofill Mates, à Barcelone, il milite au sein des Jeunes Catalanistes de la Ligue Régionaliste. Aux élections de 1920 à Gérone, il rejoint la liste électorale de la Ligue Régionaliste, qui gagnera les élections municipales. Rafael Masó entrera alors à la mairie en tant que conseiller municipal, avec le double objectif de normaliser l’urbanisation de la ville mais aussi d’augmenter la quantité d’aménagements culturels. Masó était convaincu que la mairie de Gérone ne pourrait créer plus d’infrastructures culturelles qu’avec le soutien de l’État.
En 1923,  avec l’arrivée de Primo de Rivera au pouvoir et le début de la dictature, la vie démocratique se suspend. Rafael Masó et d’autres conseillers municipaux catalanistes sont emprisonnés, car adhérant à un acte catalaniste, organisé par le Centre Autonomiste des Commerçants. Une fois libéré, Masó est  interdit d’exercer sa profession dans le secteur officiel. Mais il n’arrêtera pas pour autant d’être partisan de la cause catalaniste ainsi que de la résistance contre la dictature.
De plus, Rafael Masó fut également l’architecte délégué de l’Institut des Études Catalanes dans le service de Catalogage et Conservation des monuments, ainsi que Correspondant pour le Développement des Arts Décoratifs à Gérone,  mais aussi membre de la Real Academia des Beaux Arts de San Fernando, et enfin membre de la Commission Régionale des Monuments.

### Œuvre
Dans son œuvre, Masó intègre la tradition artisanale de la céramique, du bois, du vitrail, et du fer forgé. Ainsi il définit un style propre, qui donnera son cachet à la  ville. Excepté les maisons, villas, et immeubles, il concevait aussi des écoles, des hôpitaux, des usines et des boutiques. Enfin, il se consacrait aussi à la rénovation de fermes datant de l’époque médiévale.
Masó ne se contentait pas de dessiner les plans des bâtiments, il se chargeait aussi de la décoration de l’intérieur des maisons et dessinait les meubles. Les vitraux du vestibule de la Casa Ensesa, actuellement exposés au musée d’histoire de Gérone, en sont un bon exemple.
Rafael Masó dessina aussi une pierre tombale pour Guillem Colteller, médecin de la Casa Real Catalana du IVe siècle, et un des plus grands connaisseur de la science médicale de l’époque. Cette pierre tombale fut exposée dans la salle des séances de la mairie de Gérone, mais fut retirée en 1940. Actuellement elle est exposée au musée d'histoire de Gérone.
Ses œuvres les plus notoires sont probablement la Farinera Teixidor (la fabrique de farine), faite en 1910, aussi la Casa Masó en 1911, puis en 1913, le centre culturel Athenea. D’autres œuvres notoires se trouvant en dehors de la ville sont aussi à souligner, telles que : la Casa Masramon (1913), la Casa Casas (1914) à Sant Feliu de Guíxols, et la Cité-Jardin de S’agaró (1923). Il arrivait qu’à cause d’une mauvaise entente avec ses clients, le projet ne voyait pas le jour. Au fil du temps, certains des bâtiments furent détruits ou altérés de façon irrécupérable ; d’autres furent conservés.

## Liste des œuvres et réalisations de Rafael Masó[14]
| Année               | Nom                             | Municipalité           | Localisation                 | Description | État actuel                                      | Photo |
| 1903                | Ca n’Aragó                      | Santa Coloma de Famers | Calle Jacint Verdaguer, N°26 | Rénovation complète de la maison | S’est conservée intégralement en l’état originel |       |
| 1906-1907 1909-1910 | Rénovation de la ferme El Soler | St Hilari Sacalm       | Carretera de Anglès          | Rénovation d’une ferme du XVIIIe siècle, propriété de Tomàs Cendra. La rénovation concerne principalement l’intérieur et le design du mobilier de la salle à manger | S’est bien conservée                             |       |
| 1907                | Autel des sœurs Joséfines       | Gérone                 | Plaza dels Lledoners         | Autel latéral avec retable. Masó avait également prévu un autel majeur et un bénitier.                                                                              | S’est conservé intégralement en l’état originel  |       |

| 1907-1908 | Rénovation de Can Quintana                    | Torroella de Montgrí | Calle d’Ullà, N°31           | Décoration intérieure de la maison de D.Pompeyo de Quintana.                               | La maison ne s’est conservée qu’en partie.        |  |
| 1907-1908 | Casa Doctor Vinyes (connue comme « Can Peix » | Anglès               | Calle del Castell, N°6       | Construction de la maison, gérée par Faustina Cairó.                                       | La maison dans son ensemble s’est bien conservée. |  |
| 1908      | Pharmacie Masó Puig                           | Gérone               | Calle de la Argenteria, N°29 | Rénovation d’un ancien local pour le transformer en pharmacie. Espace intérieur et façade. | L’intérieur s’est conservé en bon état            |  |

| 1908-1910 | Casa Battle          | Gérone     | Calle Fontanilles, N°2   | Rénovation d’une maison contenant plusieurs appartements du XIXe siècle, avec vue sur trois rues différentes. R.Masó abandonna le projet avant la fin.                                                         | La maison est bien conservée mais a subi d’importantes modifications                                                    |  |
| 1909      | Casa Ramon Boix      | Gérone     | Calle Ballesteries, N°43 | Rénovation de la façade arrière, où on ajouta des galeries surplombant le fleuve Onyar. | Le bâtiment s’est bien conservé.                                                                                        |  |
| 1909      | Écoles de St-Gregori | St-Gregori |                          | Ensemble composé d’écoles et de la mairie. Mais il se ne construisit que les deux parties de l’école destinées à accueillir les enfants en bas âge, séparées par un terrain où aurait dû se trouver la mairie. | Les écoles se sont bien conservées mais ont subi beaucoup de modifications et agrandissements.                          |  |
| 1909-1910 | Casa Coll            | Borrassà   | Carretera General, N°24  | Rénovation d’une maison du XVIIIe siècle, connue sous le nom de « Cal Governador ». Masó dessina le jardin, l’intérieur de la maison et le mobilier.                                                           | L’œuvre de Masó s’est bien conservée, mais a subi des modifications. Quant aux meubles, ils ont changé de propriétaire. |  |

| 1909-1910 | Écoles de Sarrià de Ter | Sarrià de Ter     | Carretera de Sarrià, N°59 | Rénovation et réorganisation de trois maisons, à la demande d’Alfons Teixidor.                                                           | Les intérieurs ont été modifiés et les façades restaurées. |  |
| 1909-1911 | Ferme de la Riba        | Le Vall de Bianya |                           | Agrandissement d’une ferme appartenant à la famille Burch.                                                                               | Les intérieurs ont été complètement transformés et la façade a aussi subi des modifications.                                                                       |  |
| 1910-1911 | Casa Salleti            | Gérone            | Calle Ciutadans, N°8      | Restauration d’une maison du XVIe siècle. Les travaux furent concentrés sur le patio et les escaliers donnant accès à l’étage supérieur. | La maison s’est bien conservée. Les carreaux du vestibule furent enlevés du sol mais remis par la suite. La lampe se trouve actuellement dans l’église de St-Feliu |  |

| 1910-1911 1915-1916 1923-1924 | Usine de farine Teixidor                  | Gérone                  | Carretera de Santa Eugènia, N°42 | Complexe industriel formé de deux parties reliées par un pont, connectant la fabrique avec la maison du propriétaire. | L’usine est partiellement conservée, et a subi des modifications                                         |  |
| 1911                          | Autel et retable de St-Salvador de Bianya | Sant Salvador de Bianya | Église paroissiale               | Restauration et construction d’un autel avec retable pour une église romane du XIe siècle.                            | Le retable fut détruit pendant la guerre civile. L’église et l’autel en revanche se sont bien conservés. |  |
| 1911                          | Entrepôt Ensesa                           | Gérone                  | Carretera de Barcelona, N°57     | Construction d’un nouvel étage destiné à stocker de la farine.                                                        | L’entrepôt a aujourd’hui disparu.                                                                        |  |

| 1911-1912 1918-1919 | Casa Masó             | Gérone      | Calle Ballesteries, N°29        | Rénovation de trois maisons que Masó unifia en une seule. Il adapta aussi les intérieurs de la maison pour sa famille | La maison s’est bien conservée et est visitable.                     |  |
| 1912                | Écoles de Vilablareix | Vilablareix | Calle Perelló, N°142            | Construction d’un nouveau bâtiment devant renfermer l’école et la mairie.                                             | L’œuvre a subi plusieurs rénovations et changements au fil du temps. |  |
| 1912 ; 1916 ; 1921  | Casa Masó-Bru         | Gérone      | Carretera de Santa Eugènia, N°5 | Rénovation de l’intérieur et du mobilier du premier étage.                                                            | Les meubles ont été répartis entre les descendants de Masó.          |  |

| 1912-1913 | Casa Pérez Xifra | Gérone | Calle Bonaventura, Carrera Peralta, N°2 | Hôtel particulier datant du XVIIIe siècle. Masó réorganise l’espace et fait faire une façade en stuc. | Bonne conservation de la maison.                            |  |
| 1913      | Athenea          | Gérone | Calle Anselm Clavé, N°30                | Réalisation d’une salle d’exposition / concerts                                                       | Disparue.                                                   |  |
| 1913-1914 | Casa Masramon    | Olot   | Calle Vayreda, N°6                      | Construction d’une nouvelle maison dans le quartier de Malagrida.                                     | La maison est bien conservée mais a subi des modifications. |  |

| 1913-1914 | Casa Oller  | St-Martí Sapresa (Brunyola) | Carretera de Anglès, Santa Coloma de Farmers | Agrandissement d’une ferme. | Bonne conservation de la ferme.                                                                                        |  |
| 1913-1915 | Casa Cendra | Anglès                      | Calle Girona, N°7                            | Rénovation et agrandissement d’une maison avec jardin. | Bonne conservation de la maison avec des modifications.                                                                |  |
| 1913-1915 | Casa Ensesa | Gérone                      | Carretera Barcelona, N°68                    | Rénovation et agrandissement d’une maison existante, destinée à être le lieu de vie de la famille Ensesa et à abriter les bureaux de l’usine de farine La Montserrat. | Bonne conservation de la maison mais avec des modifications et adaptations pour devenir l’école de musique municipale. |  |

| 1914-1916 | Bloc Salieti               | Gérone              | Calle de la Neu, N°1                               | Ensemble de logements pour la location.                                 | Ensemble bien conservé.             |  |
| 1914-1916 | Casa Casas                 | St-Feliu de Guíxols | Carretera de St-Feliu à Palamós. Quartier Urcatusa | Maison isolée au sein d’un domaine situé devant la plage de St-Pol      | Mauvaise conservation de la maison. |  |
| 1916      | Écoles des arts et métiers | Gérone              | Calle Anselm Clavé, N°32                           | Bâtiment destiné à devenir l’école des arts et métiers à côté d’Athenea | Disparu                             |  |

| 1915-1916 | Boutique Adroher           | Gérone                   | Calle Abeuradors          | Réalisation de la façade et de l’intérieur d’une boutique de matériel électrique. | Ne s’est pas conservée                                        |  |
| 1917      | Clinique psychiatrique     | Santa Coloma de Gramenet | Domaine Torribera         | Projet présenté pour un appel d’offres, avec la collaboration de Josep M.Pericas  | Projet réalisé plus tard sous la directive de Josep.M Pericas |  |
| 1918      | Maison de vacances Salieti | Estartit                 | Paseo del Mar, N°62 et 63 | Maison isolée avec jardin, composée de deux dépendances,                          | Conservation correcte de la maison, avec des modifications.   |  |

| 1918      | Casa Ribas               | Gérone | Calle Peixateries Velles, N°7    | Rénovation d’une maison avec vue sur la Rambla, construction d’un escalier d’accès, et fermeture d’un ancien passage entre la Rambla et la rue Peixateries Velles. | Bonne conservation sans modifications.                                                                        |  |
| 1918-1919 | Façade du cimetière      | Gérone | Cimetière de Gérone              | Projet de réalisation d’une nouvelle porte d’entrée du cimetière de Gérone ainsi que de la façade.                                                                 | La porte ne fut pas construite mais la façade oui. Elle fut restaurée, ce qui explique sa bonne conservation. |  |
| 1918-1922 | Casa Teixidor (La Punxa) | Gérone | Carretera de Santa Eugenià, N°19 | Maison avec plusieurs appartements à louer, ainsi qu’un entrepôt au rez-de-chaussée.                                                                               | L’immeuble fut conservé, mais l’entrepôt fut démoli.                                                          |  |

| 1919-1920 | Galeria dels Bells Oficis      | Gérone        | Calle de los Germans Busquets         | Rénovation d’un petit espace destiné à devenir une galerie d’art                                           | Conservation partielle.                               |  |
| 1921      | Casa Vinyais                   | Gérone        | Calle Nou del Teatre, N°2             | Rénovation d’une maison contenant plusieurs appartements du XIXe siècle.                                   | Bonne conservation sans modifications.                |  |
| 1920-1921 | Casa Pórtules-Xargay           | Sarrià de Ter | Calle Major de Sarrià, N° 116 et 118  | Rénovation et agrandissement de certaines maisons existantes                                               | Bonne conservation.                                   |  |
| 1920-1923 | Centrale électrique de Vinyais | Flaçà         | Carretera de St-Llorenç de les Arenes | Pensé par Masó, ce bâtiment industriel avait pour but de générer de l'électricité à l'énergie hydraulique. | Bonne conservation en l’état, incluant la machinerie. |  |

| 1920-1925 1931-1932 | Coopérative Agricole La Canetense | Canet de Mar | Calle del Gram, N°22 | Bâtiment composé de trois façades et d’un porche au coin de l’édifice. Au rez-de-chaussée se trouvent les dépendances commerciales, et à l’étage supérieur un auditorium avec des charpentes en bois. | Aujourd’hui tombé en ruine.                                        |  |
| 1922                | Cimetière Municipal               | Flaçà        |                      | Cimetière de forme hexagonale avec une organisation de l’espace en diagonale. | Le portail d’accès fut construit autrement que prévu initialement. |  |
| 1921-1922           | Casa Jaume Massaguer              | Albons       | Camino de Bellcaire  | Construction d’un nouveau bâtiment pensé comme une ferme catalane. Avec deux salons de jardins. | Bonne conservation des lieux.                                      |  |

| 1921-1923 | Casa Gispert-Saüch                                                                 | Gérone | Calle Àlvarez de Castro, N°9 Gran Via Jaume I      | Maison composée de deux étages et d’une terrasse, avec un appartement et un entrepôt.          | Bonne conservation avec des modifications.                                                                    |  |
| 1921-1924 | Casa Rigau                                                                         | Gérone | Plaza Marquès de Camps N°14                        | Maison composée de trois étages, à vocation de commerces et logements                          | Bonne conservation mais la maison fut dénaturée à la suite de modifications.                                  |  |
| 1923      | Casa de pisos Ensesa                                                               | Gérone | Plaza Marquès de Camps N°16 et Av. de Jaume I, N°1 | Projet de maison contenant plusieurs appartements, avec un entrepôt rez-de-chaussée.           | Détruite en février 1970                                                                                      |  |
| 1922-1925 | Caixa de Pensions per a la Vellesa i d'Estalvis i Institut de la Dona que Treballa | Gérone | Calle Santa Clara, N°9                             | Rénovation d’un bâtiment pour y installer les bureaux de la Caixa y del Dispensari per la Dona | Il ne reste quasiment rien des intérieurs, quant aux sgraffites ils ont été restaurés il y a quelques années. |  |

| 1924           | Casa Cadenas                                    | Gérone              | Calle St-Antoni M.Claret            | Projet de nouvelle maison contenant plusieurs appartements                                                                      | La maison n'a pas été conservée.                                |  |
| 1924           | Casa Prat                                       | Gérone              | Calle del Nord, N°10                | Agrandissement et rénovation d’une maison contenant plusieurs appartements déjà existante, avec ajout d’un nouvel étage.        | Conservation correcte de la maison.                             |  |
| 1924 1927-1928 | Casa Cots                                       | Gérone              | Calle Santa Clara, N°53             | Immeuble de cinq appartements. Le rez-de-chaussée renferme un entrepôt.                                                         | Conservation correcte de l’immeuble avec des modifications.     |  |
| 1923-1924      | Caixa de Pensions per a la Vellesa i d'Estalvis | St-Feliu de Guíxols | Rambla Vidal N°9 et Calle Mayor N°2 | Construction d’un nouvel bâtiment. Le rez-de-chaussée est destiné à abriter les bureaux de la Caixa et l’étage la bibliothèque. | Conservation correcte de la maison avec quelques modifications. |  |

| 1925 | St-Feliu de Llagostera       | Llagostera         | Plaza de la Vila                               | Rénovation de l’intérieur et projet de construction d’une chapelle annexe. | Le projet de construction d’une nouvelle chapelle n’a jamais vu le jour, et il ne reste rien des rénovations faites en 1925. |  |
| 1925 | Église de St-Feliu de Gérone | Gérone             | Plaza de St-Feliu                              | Rénovation de la chapelle du Santísimo                                     | Bonne conservation de la chapelle.                                                                                           |  |
| 1925 | Ferme La Dou                 | St-Esteve d’en Bas | Carretera de St-Esteve à St Feliu de Pallerols | Rénovation de la maison.                                                   | Bonne conservation de la maison.                                                                                             |  |

| 1923-1935 | Cité-jardin de s’Agaró             | Castell-Platja d’Aro | Plage de St-Pol                          | Quartier avec pension (plus tard appelé Hôtel La Gavina) et villas mono familiales avec jardin. | Bonne conservation malgré quelques modifications. |  |
| 1924-1925 | Église de St-Julià et St-Basilissa | Verges               | Rénovation et réorganisation intérieure. | Rénovation et réorganisation de l’église. Ajout de peintures et vitraux sur la façade.          | Bonne conservation de l’ensemble.                 |  |
| 1924-1925 | Casa Omedes                        | Gérone               | Calle St-Antoní M.Claret N°12            | Maison mono familiale de plain-pied avec jardin à l’arrière.                                    | Disparue.                                         |  |

| 1925-1926 | Casa Gabaldà                            | Gérone        | Calle de les Ballesteries, N°23 | Rénovation et agrandissement d’une maison existante                                                                          | Conservation correcte de la maison.                          |  |
| 1925-1927 | Coopérative l’Economica Palafrugellenca | Palafrugell   | Calle St-Martí, N°18            | Bâtiment de plain-pied destiné à abriter le siège de la coopérative                                                          | Conservation correcte mais avec des modifications            |  |
| 1929      | Casa Armengol                           | Lloret de Mar |                                 | Villa au sein d’un quartier en banlieue de Lloret de Mar.                                                                    | Conservation correcte mais avec d’importantes modifications. |  |
| 1927-1928 | Casa Ribas-Crehuet                      | Gérone        | Calle de la Força, N°6          | Construction d’une nouvelle maison en utilisant le portail d’un bâtiment antérieur. Quatre étages en plus du rez-de-chaussée | Bonne conservation.                                          |  |

| 1927-1928 | Casa Corominas    | Gérone | Plaza Marquès de Camps, N°2                                | Rénovation et agrandissement d’un bâtiment existant. Rafael Masó construit une nouvelle structure avec une façade donnant sur la rue Séquia. Rénovation de la façade donnant sur la place Marquès de Camps avec la fameuse tribune qui caractérise la maison. | Bonne conservation.                             |  |
| 1927-1928 | Casa Colomer      | Gérone | Carretera Barcelona, N°7                                   | Rénovation intégrale et agrandissement d’un bâtiment existant, avec logements et un commerce au rez-de-chaussée. La verticalité domine sur la façade, marquée par les ouvertures, les bandes verticales et le corps central qui s’élève vers la frise.        | Bonne conservation                              |  |
| 1928-1929 | Quartier Teixidor | Gérone | Carretera de St-Eugènia N°21 et 23 ; Calle Ibèria N°1 et 5 | A côté de la Casa Teixidor, Rafael Masó dessine un quartier pour les ouvriers de l’usine de farine Teixidor. L’ensemble était composé de quatre maisons et une villa isolée, cette dernière était destinée au directeur de l’usine.                           | L’ensemble ne s’est pas conservé avec le temps. |  |

| 1923-1931 | Casa Vinyes            |                      | Calle Núria et Circunvalación baja de Cerdanyola | Logement unifamilial. Le corps principal est un volume cubique de plain-pied. À l’étage, présence d’un grenier, galeries et porches.                                                                                            | Bonne conservation                               |  |
| 1929-1932 | Bains Arabes de Gérone | Gérone               | Passage archéologique                            | Restauration des bains arabes. | Changement pour une réorganisation plus moderne. |  |
| 1929-1932 | Palais Lo Mirador      | Torroella de Montgrí | Passage de l’Église, N°1                         | Bâtiment de forme rectangulaire avec un patio central. Tout autour du patio se trouvent les dépendances du palais. En 1929, après différentes rénovations, sur commande des Marquis de Robert, Masó y travaillera jusqu’en 1932 | Bonne conservation avec des modifications.       |  |

| 1930-1933 | Clinique du Docteur Coll (actuellement : Clinica Girona) | Gérone               | Calle Joan Maragall, N°26                | Construction d’un nouveau bâtiment pour y créer la clinique.                                           | Entièrement remodelée. Il reste seulement une base de pierre, et une partie de la grille. |  |
| 1929-1934 | Palais Solterra                                          | Torroella de Montgrí | Calle de la Iglesia, N°8 et 12           | Entre 1929 et 1934, Rafael Masó réalise les travaux de rénovation sur commande de Joaquim de Robert.   | Conservation correcte avec des modifications.                                             |  |
| 1933      | Salon de coiffure Dalmau                                 | Gérone               | Calle Albereda, angle de la Plaza del Vi | | Bonne conservation.                                                                       |  |
| 1931-1932 | Entrepôt, grille de contrôle d’accès à Ensesa            | Gérone               | Carretera Barcelona, N°68                | Entrepôt dans l’enceinte de l’usine de farine, logement du gardien, et grille délimitant le périmètre. | Entrepôt détruit. La grille et le logement du gardien sont en partie conservés.           |  |

| 1934      | Casas Marcó         | Quart  | Carretera de Girona à St-Feliu, N°113 | Ensemble de deux maisons unifamiliales isolées, pour les deux frères Frederic et Pere Marcó.                                                                               | Les deux maisons sont bien conservées.      |  |
| 1933-1934 | Maderas Coli-Viader | Gérone | Calle de Santander, N°5               | Maison du gardien délimitée par une grille. | Disparue.                                   |  |
| 1932-1933 | Casa Oliveras       | Gérone | Calle Juli Garreta                    | Maison destinée à accueillir un atelier et un entrepôt. Étage aménagé en appartement.                                                                                      | Une partie de la façade est bien conservée. |  |
| 1932-1935 | Castell Raïmat      | Lleida | Raïmat                                | Rénovation d’un bâtiment d’origine médiévale, concentrée sur l’intérieur du vestibule, l’entrée et la salle à manger. Masó dessina aussi la cheminée et plusieurs meubles. | Très bonne conservation.                    |  |

## Fondation Rafael Masó
La fondation Rafael Masó est créée en 2006 comme entité publique à but non lucratif, à la suite de la cession de la Casa Masó à la mairie de Gérone par ses derniers propriétaires, Narcís-Jordi Aragó y Mercè Huerta Busquets, les neveux de l’architecte. La fondation est soutenue par les successeurs de Rafael Masó, par la mairie de Gérone, par le Collège des Architectes de Catalogne, par le Collège des Architectes - Techniciens de Gérone, et par l’université de Gérone.
Sa mission est de s’occuper de la conservation et la diffusion de la Casa Masó, promouvoir la recherche, la diffusion de l’œuvre de Masó et le Noucentisme catalan. Mais son but est aussi de sensibiliser le public sur l’importance de l’architecture et de l’urbanisme pour la société et les personnes qui la composent. C’est pour cela que la fondation organise des expositions, réalise diverses publications et activités éducatives pour tout public.
La Fondation Rafael Masó, est situé dans la Casa Masó, maison natale de l’architecte Rafael Masó. Au sein de la Fondation, on s’efforce de conserver la mémoire de la famille Masó, mais aussi celle du contexte historique qui favorisa le développement du Noucentisme dans la ville de Gérone.
La Casa Masó dans son état actuel est le résultat de l’union simultanée de quatre maisons acquises par la famille Masó au cours du XIXe siècle et début du XXe. Son état actuel est très proche de celui qu’elle avait à la suite de la dernière intervention de Masó en 1919.

### Patrimoine de la Fondation
La Casa Masó possède une superficie de 1 000 m2, répartis entre le rez-de-chaussée et les quatre étages, avec 200 m2 par étage. Le rez-de-chaussée et les deux premiers étages sont ouverts au public. La collection de la Fondation renferme 1100 objets catalogués (dont 42 œuvres originales de Rafael Masó) datant de la période 1880-1940. La collection contient des peintures, des sculptures, des dessins, des gravures, des céramiques, du mobilier, des vitraux, des métaux, des textiles et ustensiles divers. La bibliothèque et hémérothèque de la Fondation contient 3000 ouvrages et 5000 revues, ainsi que d’autres publications. Cet ensemble est à la disposition de chercheurs ou étudiants, qui peuvent également disposer d’une salle de consultation au second étage de la Casa Masó. De plus, grâce à un accord avec la Bibliothèque de l’université de Gérone, on est train de cataloguer ces ouvrages, pour que dans un futur proche, ils soient intégré au Catalogue Collectif des Universités de Catalogne (CCUC), et consultables en ligne.
Les archives renferment près de 3000 documents et photographies, datées d’entre 1628 et 2012. Au travers de ces documents, il s’agit du témoignage de la vie de plus de six générations liées à la Casa Masó.

### Activités
La fondation organise des expositions temporaires :
·      Casa Masó : los dibujos del arquitecto (du 28 avril 2012 au 27 janvier 2013). L’exposition présentait plus de 40 dessins originaux de Masó ainsi que des photographies des travaux de la maison, avec une attention particulière pour le mobilier et la décoration des intérieurs avec style noucentiste.
·      Athena 1913 : el templo del Novecentismo (du 16 mars 2013 au 26 janvier 2014). L’exposition commémorait le centenaire de la création de l’association et du bâtiment qui avec le temps sont devenus les symboles du Noucentisme.
·      Masó : arquitectura pública durante la Mancomunitat (du 9 mai 2014 au 31 janvier 2015). Exposition qui présentait les œuvres publiques que Masó réalisa durant l’époque de la Mancomunitat.
·      Retratos de medalla : el espectador del bronce (du 21 mars 2015 au 12 septembre 2015). Exposition de la collection de plus de 300 médailles d’artistes et médaillés de Catalogne et d’Europe durant le mouvement du Modernismo, du Noucentisme et de l’Art Déco.
·      Arte en el libro : ex-libris del Modernismo y del Novecentismo (du 28 octobre 2015 au 2 avril 2016). Exposition de plus de 300 ex-libris des meilleurs artistas du Modernisme et Noucentisme, provenant des diverses collections publiques et privées de Catalogne ainsi que la Casa Masó même.
·      Masó : interiores (du 30 avril 2014 au 24 septembre 2014) Exposition consacrée à l’immense œuvre de Masó en tant qu’architecte d’intérieur. 
·      Mercè Huerta (1929-2015) : la esencia es mirar (du 25 octobre au 30 novembre 2016). Exposition présentée par la Fondation Fita, la Fondation Valvi et la Casa Masó, comme hommage à la peintre, éducatrice et illustratrice Mercè Huerta (1929-2015), qui était également la présidente d’honneur de la Fondation Masó. 
·      « De l’amor és lo jardi » : Masó y los tejidos (du 17 décembre 2016 au 20 mai 2017). Exposition qui explora pour la première fois de façon précise l’œuvre de Masó dans le domaine textile, avec un double perspective : la privée et la publique.
·      Los Masó : artistas y collecionistas (du 17 juin au 25 novembre 2017). Exposition présentant pour la première fois une sélection des œuvres de la famille Masó acquises à la fin du XIXe siècle et début du XXe.
·       Puig i Cadafalch, Masó y los Baños Arabes de Girona : (du 20 décembre 2017 au 28 avril 2018). Exposition coïncidant avec l’année de Puig-Cadafalch, pour laquelle à Gérone il se fait une exposition consacrée aux bains arabes.
·      La casa novecentista : arquitectura unifamiliar en Cataluña (1913-1932) (du 19 mai au 10 novembre 2018). Exposition qui présentait une sélection des 18 maisons les plus représentatives du Noucentisme, afin de montrer jusqu’à quel point le substrat politique et culturel donne forme au mouvement du Noucentisme. Ce même mouvement fit naître également une nouvelle architecture et décoration d’intérieur au service de la nouvelle bourgeoisie catalane. 
·      « Treballem per l’art » : La Imprenta Masó de Girona (1889-1992) (du 26 janvier au 29 septembre 2019). Cette exposition est une anthologie au siècle de la culture visuelle, littéraire et journalistique de la ville de Gérone.
La fondation organise, et collabore aussi d’une manière journalistique, des expositions temporaires en dehors de la Casa Masó, ces expositions portent sur l’œuvre de Rafael Masó, son côté contemporain ainsi que d’autres aspects en lien avec sa vie et son époque.
De façon parallèle, la Fondation a créé un programme éducatif destiné à faire connaître l’œuvre de Rafael Masó et diffuser l’architecture, à toutes les générations confondues, avec une attention particulière pour les jeunes du primaire et secondaire. Dans la continuité de cette idée, à la Casa Masó on organise des visites et des ateliers, ainsi que des cours de professorat. Il s’est également signé des accords pour que les étudiants des universités de Gérone et Barcelone puissent réaliser des stages à la Casa Masó.
Enfin, la Fondation développe aussi un programme de bénévolat culturel, avec des personnes collaborant dans plusieurs domaines et activités : visites guidées, accueil des touristes, ateliers éducatifs, recherches dans le domaine biographique et artistique de la Fondation, etc.

## Galerie photographique

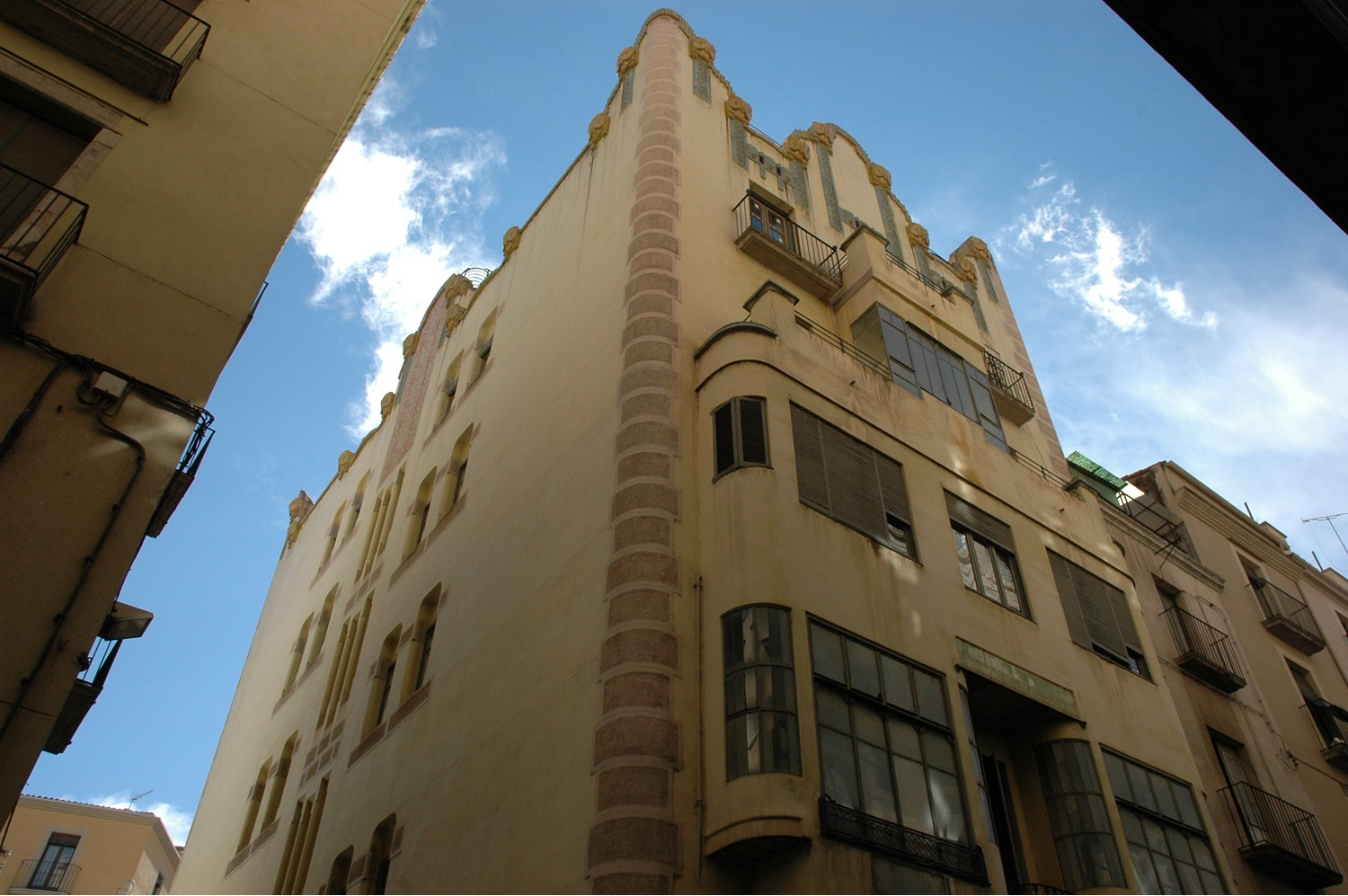
Casa Batlle, Gérone
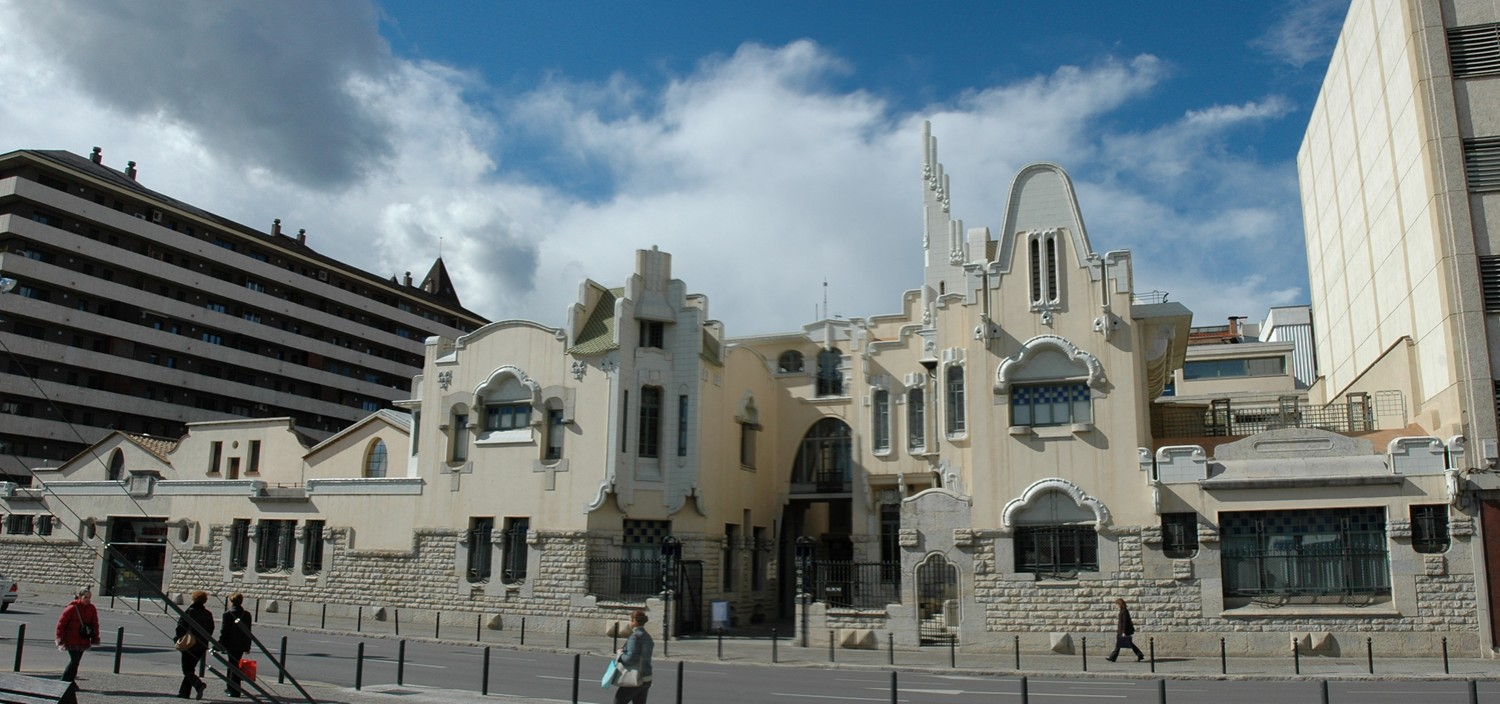
Farinera Teixidor, Gérone
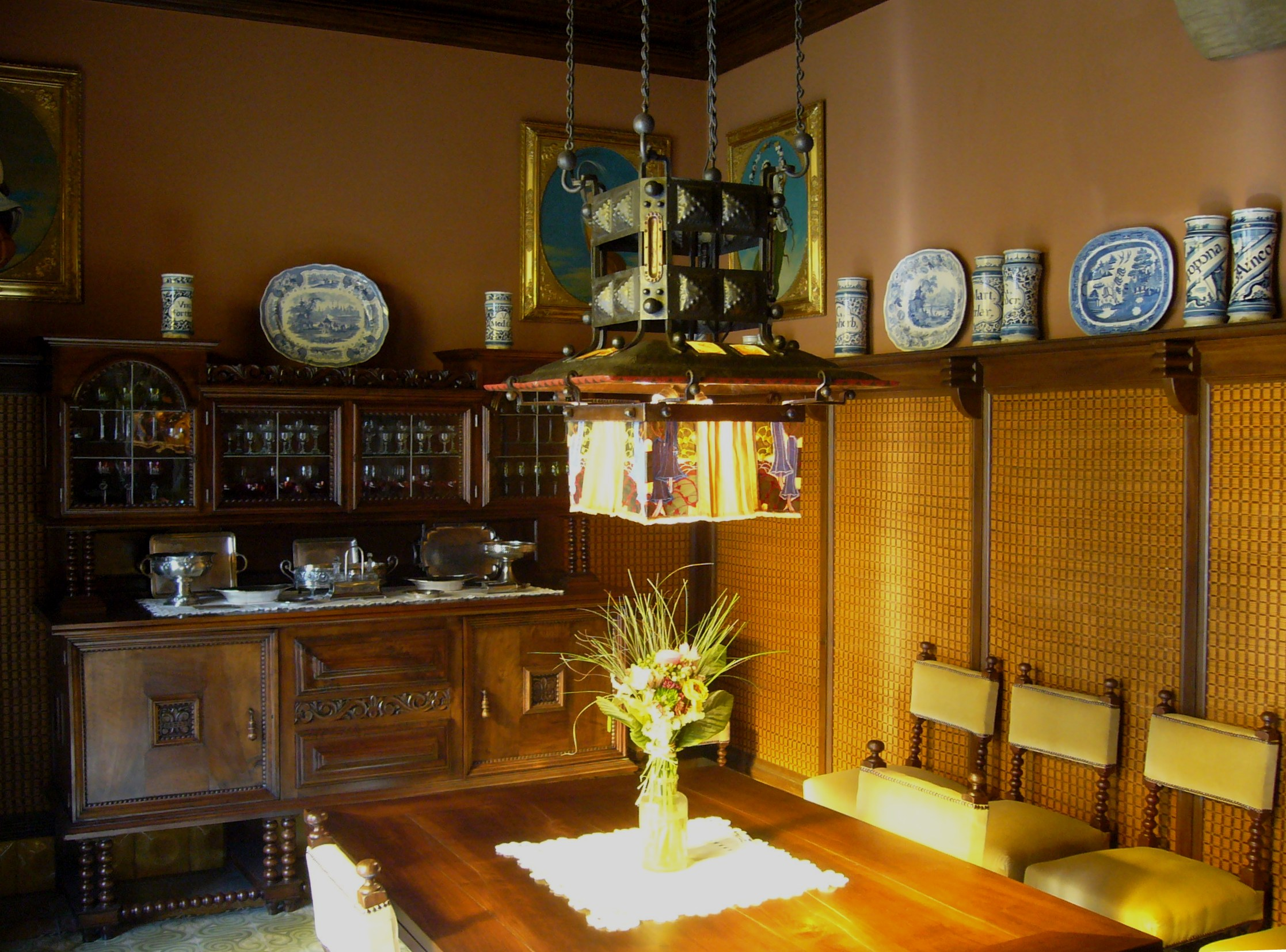
Casa Masó, Gérone
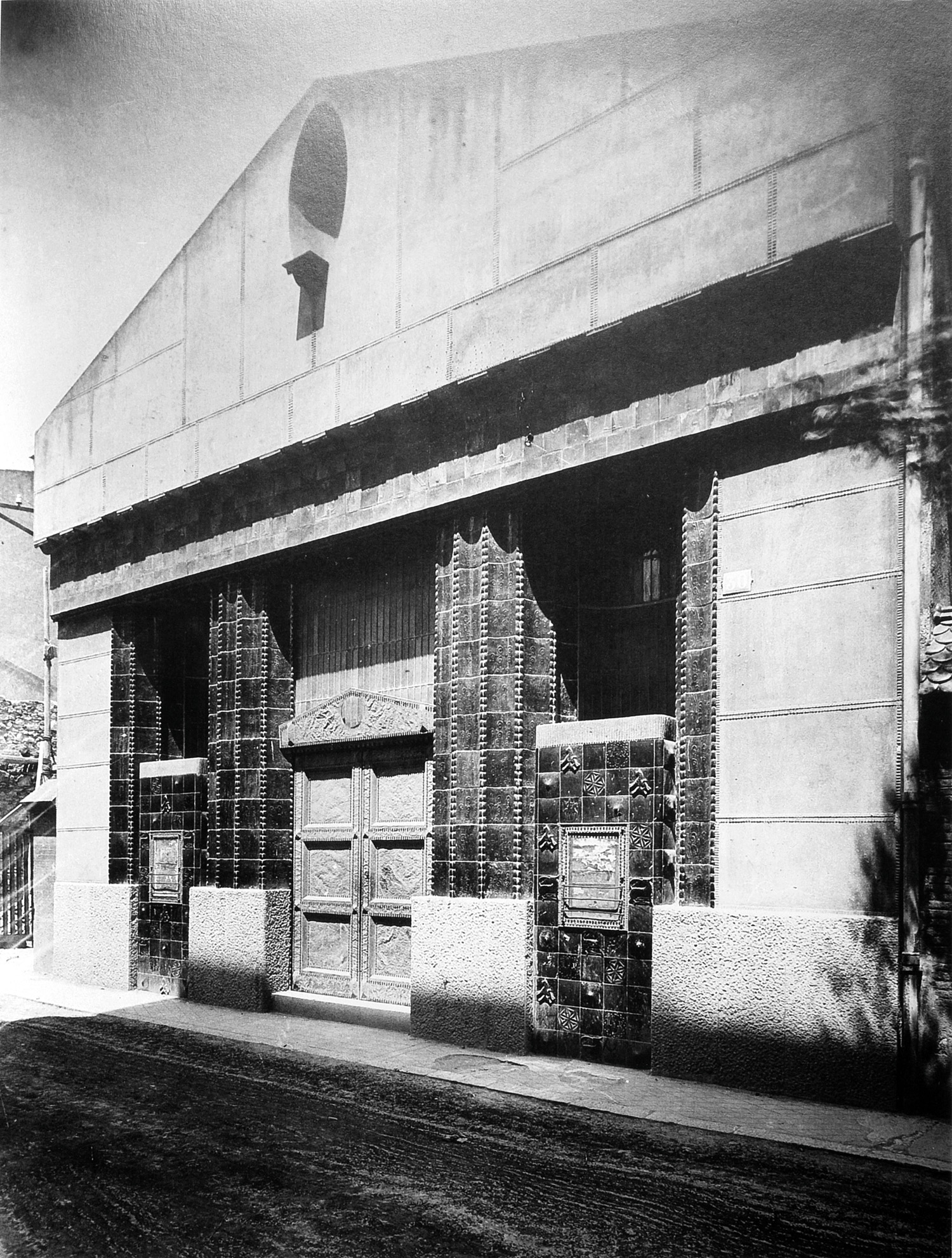
Athenea, Gérone
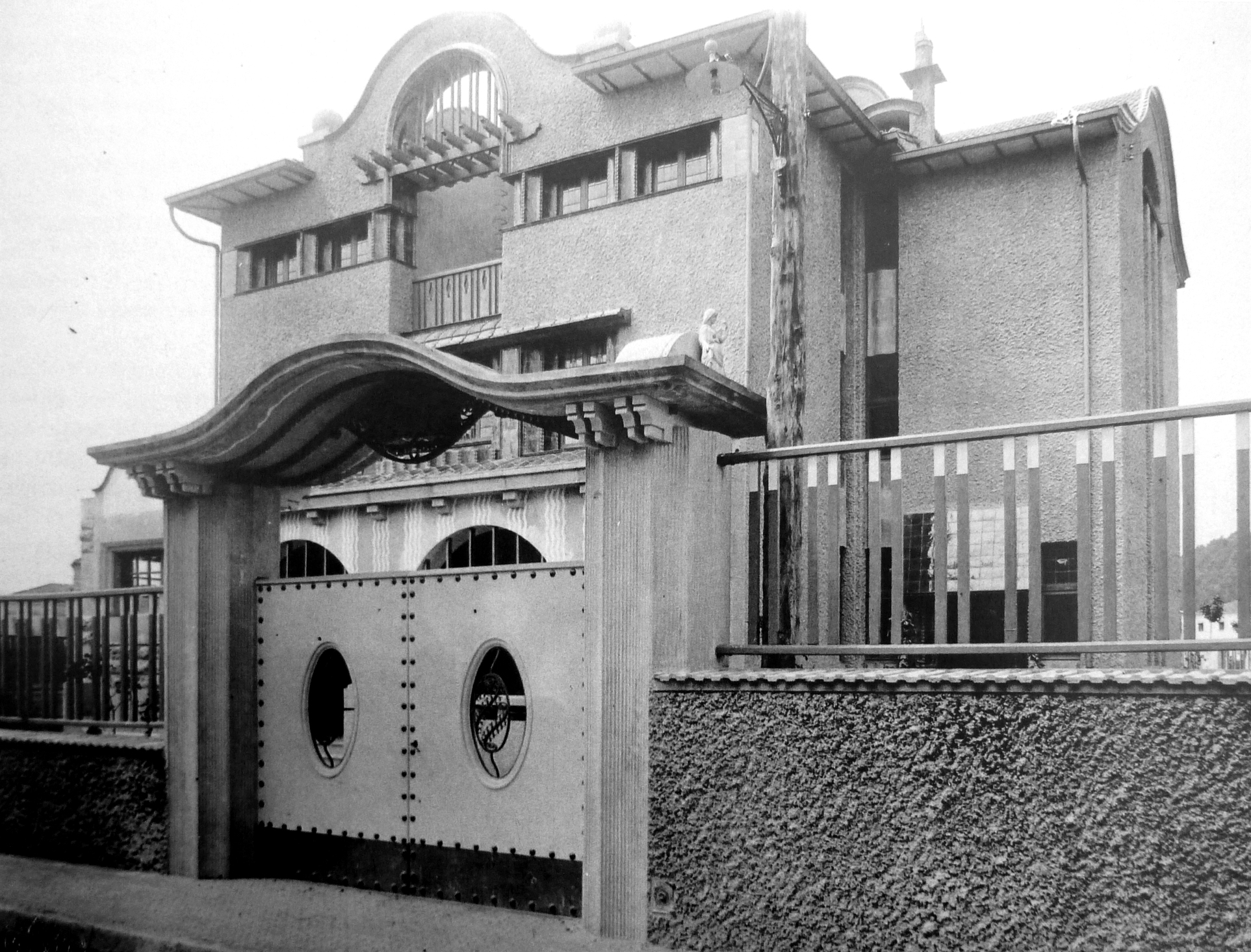
Casa Masramon, Olot
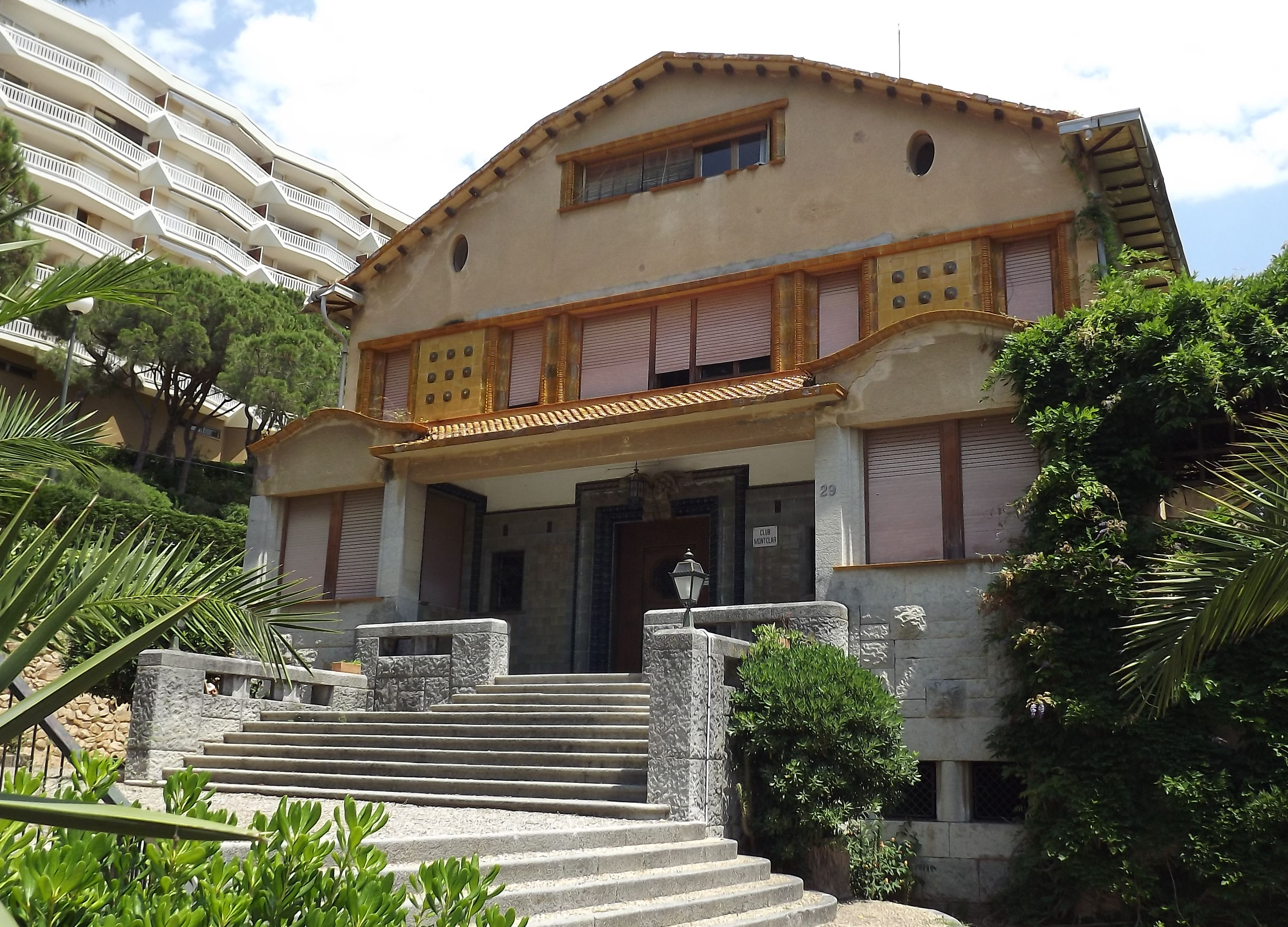
Casa Casas, Sant Feliu de Guíxols
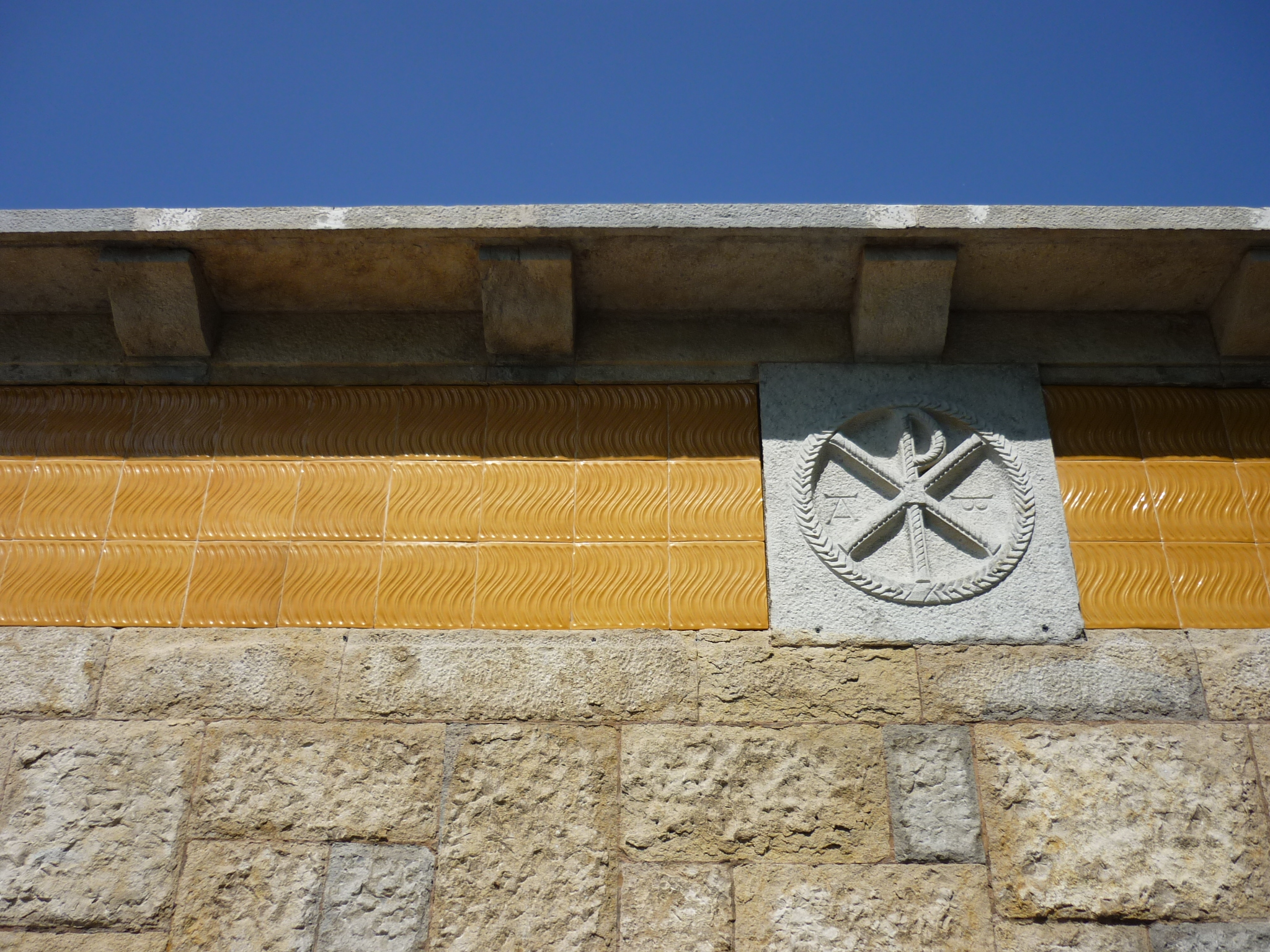
Cimetière, Gérone
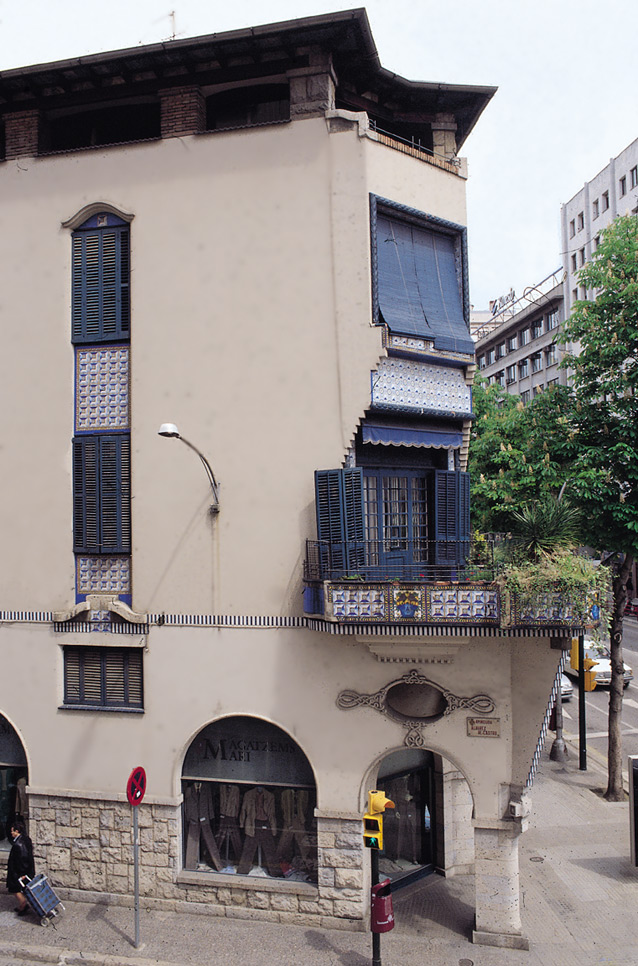
Casa Gispert-Saüch, Gérone